# Parachemmis hassleri
Parachemmis hassleri är en spindelart som först beskrevs av Willis J. Gertsch 1942.  Parachemmis hassleri ingår i släktet Parachemmis och familjen flinkspindlar.
Artens utbredningsområde är Guyana. Inga underarter finns listade i Catalogue of Life.